# Catalytic Finance Foundation
Pour les articles homonymes, voir R20.
R20 (R20 Regions of Climate Action) est une organisation à but non lucratif fondée en 2011 par l'ancien gouverneur de Californie, Arnold Schwarzenegger, en coopération avec plusieurs grandes régions et le soutien des Nations unies dans le but d'accompagner les gouvernements infranationaux (provinces, régions, villes, etc.) du monde entier dans le développement et le financement de projets d'infrastructures durables.  
La particularité de l'ONG est d'intervenir au niveau des régions. Pour le R20, la mise en œuvre de politiques ou programmes fiscaux qui peuvent avoir une influence directe sur le niveau des émissions de gaz à effet de serre est souvent du ressort des autorités locales et régionales, c'est pourquoi elles ont un rôle clé à jouer dans la lutte contre le réchauffement climatique et ses impacts. Les autorités locales et régionales sont non seulement les mieux placées pour évaluer les besoins de leurs populations vis-à-vis des défis que pose le réchauffement climatique, mais elles ont aussi su démontrer au cours des dix dernières années que leur participation est essentielle à la réalisation des objectifs de l'Agenda 2030 ainsi qu'à ceux de l'Accord de Paris sur le climat.
La mission du R20 est de soutenir les autorités locales et régionales du monde entier dans le développement et le financement de projets d'infrastructures sobres en carbone et résilients au changement climatique dans les domaines de la gestion des déchets, des énergies renouvelables et de l'efficacité énergétique. Bien que les régions soient au cœur de ses efforts, le R20 reconnait que l'accélération de la transition vers des sociétés inclusives, résilientes et à faibles émissions de carbone nécessite une mobilisation et une collaboration étroite entre un large éventail de parties prenantes. 
Dans l'acronyme R20, le « R » se réfère aux « Régions », alors que le « 20 » fait allusion soit au G20 — les régions passant aux actes sans attendre des accords internationaux contraignants afin de lutter contre le changement climatique —, soit aux objectifs du EU-2020, ou encore aux 20 premières régions qui ont signé la charte du R20 en 2010,.
Le 22 juin 2023, la fondation est renommée en Catalytic Finance Foundation.

## Approche et méthodologie
Selon la Charte du R20, l'ONG tend à prévenir l'augmentation de 2 °C de la température mondiale en réduisant les émissions mondiales de gaz à effet de serre de 75 %.
Pour répondre aux besoins en infrastructures vertes des régions, le R20 a développé un écosystème technique et financier qui permet de favoriser la compréhension et l'interconnexion entre les décideurs, les fournisseurs de technologies propres et les investisseurs publics-privés tout au long de la chaîne de valeur du développement du projet. Cet écosystème ou approche, souvent appelé "Chaine de Valeur du R20", facilite l'identification, la structuration, la bancabilité et, in fine, le financement des projets. 
Le R20 :
- collabore avec des réseaux d'autorités locales et régionales pour l'identification des projets ;
- travaille crée des formations avec des Universités et des Fondations pour faciliter la conception et la structuration des projets ;
- travaille avec des entreprises partenaires pour aider les développeurs de projets à effectuer des études de faisabilité et garantir la bancabilité des projets ;
- collabore avec des gestionnaires d'actifs d'impact et des Fondations pour fournir et attirer les capitaux nécessaires à la mise en œuvre des projets ;
- collabore avec des normes MRV pour mesurer, communiquer et vérifier les impacts sociaux, environnementaux, etc. de ses projets[7].

## Conseil de direction
Le fondateur de l'organisation est Arnold Schwarzenegger. Le président actuel est Magnus Berntsson (sv) – également président de l'ARE (Assemblée des Régions d'Europe) – et le directeur exécutif est. Christophe Nuttall, ancien Directeur du Hub for Innovative Partnerships à l'UNDP. Le conseiller stratégique auprès du fondateur est Terry Tamminen, ancien Secrétaire de l'agence de protection de l'environnement de la California.
Le siège du R20 est basé à Genève, en Suisse. L'organisation possède également des bureaux aux États-Unis, en Algérie, au Brésil et en Chine.
En novembre 2012, le comité du R20 était constitué de 26 membres (gouvernements sub-nationaux) et de 51 partenaires (détenteurs de technologie et investisseurs).